# Steve Morison
Steven William "Steve" Morison (ur. 29 sierpnia 1983 w Londynie) – walijski piłkarz występujący na pozycji napastnika w Millwall, do którego jest wypożyczony z Leeds United.

## Kariera klubowa
Morison zawodową karierę rozpoczynał w 2001 roku w klubie Northampton Town z Division Two. W tych rozgrywkach zadebiutował 20 kwietnia 2002 roku w zremisowanym 2:2 pojedynku z Cambridge United. Było to jednocześnie jedyne spotkanie rozegrane przez niego w sezonie 2001/2002. W 2003 roku spadł z zespołem do Division Three. W Northampton spędził jeszcze rok.
W 2004 roku Morison odszedł do Bishop’s Stortford z Conference South. Występował tam przez 2 lata, a potem przeszedł do Stevenage z Conference National, gdzie grał przez 3 następne lata.
W 2009 roku podpisał kontrakt z Millwall, grającym w League One. Pierwszy ligowy mecz zaliczył tam 8 sierpnia 2009 roku przeciwko Southamptonowi (1:1). W 2010 roku awansował z zespołem do Championship. W tych rozgrywkach zadebiutował 7 sierpnia 2010 roku w wygranym 3:0 pojedynku z Bristolem City. 14 sierpnia 2010 roku w wygranym 4:0 spotkaniu z Hull City zdobył 2 bramki, które jednocześnie były jego pierwszymi w Championship.
W czerwcu 2011 roku podpisał trzyletni kontrakt z Norwich City.
31 stycznia 2013 roku przeszedł do Leeds United.

## Kariera reprezentacyjna
Morison jest byłym reprezentantem Anglii C. W związku z tym, że jego babcia pochodziła z Walii, Steve został uprawniony do gry w reprezentacji Walii. Zadebiutował w niej 11 sierpnia 2010 roku w wygranym 5:1 towarzyskim meczu z Luksemburgiem.